# Punk Goes Acoustic 2
| Recensione | Giudizio |
| ---------- | -------- |
| AllMusic   | [ 1 ]    |

Punk Goes Acoustic 2 è la sesta compilation della serie Punk Goes..., pubblicata dalla Fearless Records l'8 maggio 2007. È la seconda raccolta che ospita rifacimenti di proprie canzoni in versione acustica, scritte da band punk rock, quattro anni dopo Punk Goes Acoustic. 

## Tracce
1. Jack's Mannequin – Bruised – 4:27
2. The Audition – Don't Be So Hard – 3:43
3. +44 – Baby Come On – 2:52
4. Daphne Loves Derby – Sun – 3:18
5. Say Anything – Woe – 4:07
6. Alesana – Apology – 4:00
7. All Time Low – Jasey Rae – 3:34
8. Silverstein – Red Light Pledge – 3:46
9. The All-American Rejects – Night Drive – 3:48
10. Mayday Parade – Three Cheers for Five Years – 4:51
11. The Spill Canvas – Staplegunned – 3:08
12. Relient K – Who I Am Hates Who I've Been – 3:22
13. Anti-Flag – Welcome to 1984 – 2:28
14. Sherwood – The Only Song – 3:12
15. Set Your Goals – Echoes – 4:32